# Lekkoatletyka na Letnich Igrzyskach Olimpijskich Młodzieży 2010
Lekkoatletyka na Letnich Igrzyskach Olimpijskich Młodzieży 2010 – zawody lekkoatletyczne, które odbyły się od 17 do 19 (kwalifikacje) oraz od 21 do 23 sierpnia (finały) w Singapurze.
W igrzyskach wystąpili sportowcy urodzeni pomiędzy 1 stycznia 1993 roku i 31 grudnia 1994 roku. Sportowcy, którzy rywalizowali w igrzyskach zostali wyłonieni w kontynentalnych eliminacjach, które zostały rozegrane wiosną 2010 roku.

## Rezultaty

### Mężczyźni
| Konkurencja:                              | 1. miejsce                                                      | Rezultat   | 2. miejsce                                                          | Rezultat    | 3. miejsce                                                                   | Rezultat   |
| Bieg na 100 m (szczegóły)                 | Odane Skeen                                                     | 10,42 PB   | Masaki Nishimoto                                                    | 10,51 PB    | David Bolarinwa                                                              | 10,51      |
| Bieg na 200 m (szczegóły)                 | Xie Zhenye                                                      | 21,22      | Keisuke Homma                                                       | 21,27       | Patrick Domogala                                                             | 21,36      |
| Bieg na 400 m (szczegóły)                 | Luguelin Santos                                                 | 47,11      | Ruan Greyling                                                       | 47,22 PB    | Alfas Kishoyan                                                               | 47,24 PB   |
| Bieg na 1000 m (szczegóły)                | Mohammed Aman                                                   | 2:19,54 PB | Hamza Driouch                                                       | 2:21,25     | Charlie Grice                                                                | 2:21,85 PB |
| Bieg na 3000 m (szczegóły)                | Abrar Osman                                                     | 8:07,24    | Fekru Jebesa                                                        | 8:08,53     | Hicham Sigueni                                                               | 8:08,55 SB |
| Bieg na 110 m przez płotki (szczegóły)    | Nicholas Hough                                                  | 13,37 PB   | Wang Dongqiang                                                      | 13,41 PB    | Jussi Kanervo                                                                | 13,53 PB   |
| Bieg na 400 m przez płotki (szczegóły)    | Norge Lara Sotomayor                                            | 50,69      | Kumar Durgesh                                                       | 50,81 PB    | William Mbevi Mutunga                                                        | 51,23 PB   |
| Bieg na 2000 m z przeszkodami (szczegóły) | Peter Matheka Mutuku                                            | 5:37,63 PB | Habtamu Fayisa                                                      | 5:39,10     | Zacharia Kiprotich                                                           | 5:41,25 PB |
| Sztafeta szwedzka (szczegóły)             | Ameryka Caio dos Santos Odane Skeen Najee Glass Luguelin Santos | 1:51,38    | Europa David Bolarinwa Tomasz Kluczyński Marco Lorenzi Nikita Ugłow | 1:52,11     | Australia i Oceania Lepani Naivalu John Rivan Nicholas Hough Raheen Williams | 1:52,71    |
| Chód na 10000 m (szczegóły)               | Ihor Laszczenko                                                 | 42:43,93   | Oscar Villavicencio                                                 | 43:46,00 PB | Pawieł Parszyn                                                               | 44:18,04   |
| Skok w dal (szczegóły)                    | Caio dos Santos                                                 | 7,69       | Sho Matsubara                                                       | 7,65 PB     | Rudolph Pienaar                                                              | 7,53 PB    |
| Trójskok (szczegóły)                      | Radame Fabar Sanchez                                            | 16,37 PB   | Fu Haitao                                                           | 16,14 PB    | Georgi Conow                                                                 | 15,80      |
| Skok wzwyż (szczegóły)                    | Dmitriy Kroyter                                                 | 2,19       | Brandon Starc                                                       | 2,19 PB     | Wiktor Czernysz                                                              | 2,17 PB    |
| Skok o tyczce (szczegóły)                 | Didac Salas                                                     | 5,05 PB    | Thiago da Silva                                                     | 5,05 PB     | Theodoros Hrisantopoulos                                                     | 4,95 PB    |
| Pchnięcie kulą (szczegóły)                | Krzysztof Brzozowski                                            | 23,23 WYB  | Jacko Gill                                                          | 22,60 PB    | Dennis Lewke                                                                 | 21,22 PB   |
| Rzut dyskiem (szczegóły)                  | Jacques Du Plessis                                              | 63,94 PB   | Arjun Kumar                                                         | 62,52       | Jaromír Mazgal                                                               | 60,31      |
| Rzut młotem (szczegóły)                   | Liu Binbin                                                      | 73,99 PB   | Alexandros Poursanidis                                              | 70,30       | Balázs Töreky                                                                | 70,13      |
| Rzut oszczepem (szczegóły)                | Braian Toledo                                                   | 81,78      | Devin Bogert                                                        | 76,88 PB    | Intars Išejevs                                                               | 74,23 PB   |

### Kobiety
| Konkurencja:                              | 1. miejsce                                                      | Rezultat   | 2. miejsce                                                                      | Rezultat | 3. miejsce                                                  | Rezultat   |
| Bieg na 100 m (szczegóły)                 | Josephine Omaka                                                 | 11,58      | Myasia Jacobs                                                                   | 11,64    | Fany Chalas                                                 | 11,65 SB   |
| Bieg na 200 m (szczegóły)                 | Nkiruka Florence Nwakwe                                         | 23,46      | Tina Gaither                                                                    | 23,68 PB | Olivia Ekponé                                               | 23,75 PB   |
| Bieg na 400 m (szczegóły)                 | Robin Reynolds                                                  | 52,57 SB   | Bianca Răzor                                                                    | 53,10    | Bukola Abogunloko                                           | 53,47      |
| Bieg na 1000 m (szczegóły)                | Tizita Bogale                                                   | 2:43,24 PB | Andrina Schlaepfer                                                              | 2:43,84  | Damaris Muthee                                              | 2:45,42 PB |
| Bieg na 3000 m (szczegóły)                | Gladys Chesir                                                   | 9:13,58 PB | Moe Kyuma                                                                       | 9:23,70  | Aikaterini Berdousi                                         | 9:37,56 PB |
| Bieg na 100 m przez płotki (szczegóły)    | Jekatierina Bleskina                                            | 13,34      | Michelle Jenneke                                                                | 13,46 PB | Noemi Zbären                                                | 13,50      |
| Bieg na 400 m przez płotki (szczegóły)    | Aurélie Chaboudez                                               | 58,41 PB   | Stina Troest                                                                    | 58,88 PB | Ołena Kolisnyczenko                                         | 59,25      |
| Bieg na 2000 m z przeszkodami (szczegóły) | Virginia Nyambura                                               | 6:29,97 PB | Tsehynesh Tsenga                                                                | 6:37,81  | Oksana Rajta                                                | 6:41,49 PB |
| Sztafeta szwedzka (szczegóły)             | Ameryka Myasia Jacobs Tynia Gaither Rashan Brown Robin Reynolds | 2:05,62    | Afryka Josephine Omaka Nkiruka Florence Nwakwe Izelle Neuhoff Bukola Abogunloko | 2:06,19  | Europa Annie Tagoe Anna Bongiorni Sonja Mosler Bianca Răzor | 2:07,59    |
| Chód na 5000 m (szczegóły)                | Anna Clemente                                                   | 22:27,38   | Mao Yanxue                                                                      | 22:29,42 | Nadieżda Leontjewa                                          | 22:35,05   |
| Skok w dal (szczegóły)                    | Lena Malkus                                                     | 6,40       | Alina Rotaru                                                                    | 6,38     | Le'Tristan Pledger                                          | 6,17 SB    |
| Trójskok (szczegóły)                      | Khadijatou Sagnia                                               | 13,56 PB   | Sokhna Galle                                                                    | 13,04    | Hanna Ałeksandrowa                                          | 12,64      |
| Skok wzwyż (szczegóły)                    | Maria Kuczina                                                   | 1,89       | Alessia Trost                                                                   | 1,86     | Aneta Rydz                                                  | 1,79       |
| Skok o tyczce (szczegóły)                 | Angelica Bengtsson                                              | 4,30       | Elizabeth Parnov                                                                | 4,25     | Hanna Szełech                                               | 4,20       |
| Pchnięcie kulą (szczegóły)                | Natalia Troniewa                                                | 15,66      | Gu Siyu                                                                         | 15,49    | Anna Wloka                                                  | 15,48      |
| Rzut dyskiem (szczegóły)                  | Shanice Craft                                                   | 55,49 PB   | Krisztina Váradi                                                                | 49,92    | Heidi Schmidt                                               | 47,57 PB   |
| Rzut młotem (szczegóły)                   | Alexia Sedykh                                                   | 59,08      | Alena Nawahrodska                                                               | 57,34    | Xia Youlian                                                 | 56,62      |
| Rzut oszczepem (szczegóły)                | Kateryna Derun                                                  | 54,59 PB   | Lismania Muñoz                                                                  | 52,40    | Hannah Carson                                               | 50,64      |